# Dessin sous-jacent

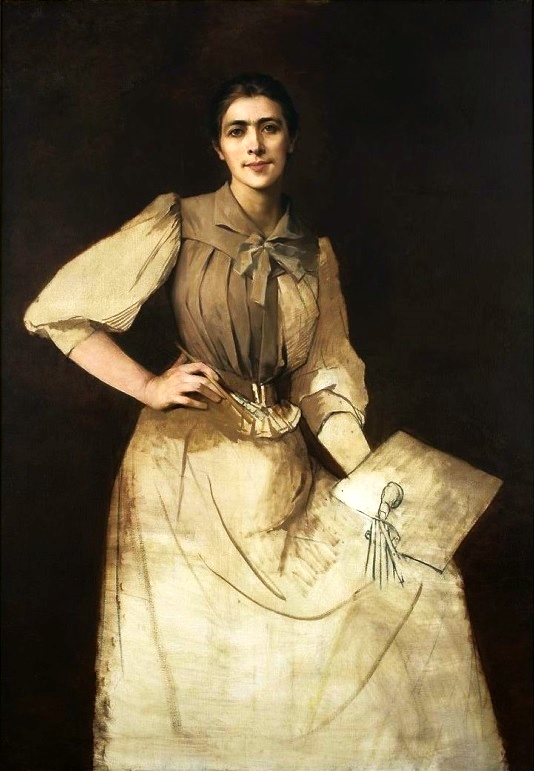
Anna Bilińska-Bohdanowicz, Autoportrait, 1892, Musée national de Varsovie. Portrait inachevé montrant le dessin sous-jacent.

Un dessin sous-jacent est le dessin fait sur une surface avant que ne soit appliquée la peinture, par exemple une imprimeure ou une ébauche. Le dessin sous-jacent est largement utilisé au XVe siècle par des peintres comme Jan van Eyck et Rogier van der Weyden. Ces artistes « sous-dessinent » avec un pinceau en utilisant des coups de hachure pour l'ombrage avec de la peinture noire à base d'eau, avant de peindre une sous-couche et repeindre avec des huiles. Cennino D'Andrea Cennini décrit un autre type de dessin sous-jacent, fait avec des tons gradués plutôt que des hachures pour la tempera.
Dans certains cas, le dessin sous-jacent peut être clairement visualisé en utilisant la réflectographie infrarouge parce que les pigments de noir de carbone absorbent la lumière infrarouge, tandis que les pigments opaques tels que le blanc de plomb sont transparents à la lumière infrarouge.
Il est remarquable à propos de quelques exemples historiques de dessin sous-jacent, par exemple, L'Annonciation (van Eyck) ou Les Époux Arnolfini, d'observer à quel point les artistes ont fait des modifications radicales à leurs conceptions soigneusement préparées.

## Source de la traduction
- (en) Cet article est partiellement ou en totalité issu de l’article de Wikipédia en anglais intitulé « Underdrawing » (voir la liste des auteurs).